# Spellemannprisen 1990
Der Spellemannpris 1990 war die 19. Ausgabe des norwegischen Musikpreises Spellemannprisen. Die Nominierungen berücksichtigten Veröffentlichungen des Musikjahres 1990. Die Preisverleihung fand am 2. Februar 1991 im Osloer Chateau Neuf statt. Die Sendung wurde erstmals von Knut Borge moderiert, der auch in den folgenden Jahren diese Tätigkeit übernahm. Die Veranstaltung wurde vom Norsk rikskringkasting (NRK) übertragen. In der Kategorie „Årets Spellemann“ wurde Gitarkameratene ausgezeichnet, den Ehrenpreis („Hedersprisen“) erhielten Marie Foss und Torstein Grythe.

## Gewinner
| Kategorie                                                              | Gewinner                                    | Werk                                        |
| ---------------------------------------------------------------------- | ------------------------------------------- | ------------------------------------------- |
| Folkemusikk/Gammaldans (Volksmusik/Gammaldans)                         | Torleiv Bjørgum, Hallvard Bjørgum           | Skjoldmøyslaget: Faremoslåttar frå Setesdal |
| Juryens Hederspris/Spesialpris (Ehrenpreis der Jury/Spezialpreis)      | Marie Foss, Torstein Grythe                 | –                                           |
| Klassisk musikk/Samtidsmusikk (Klassische Musik/zeitgenössische Musik) | Oslo Filharmoniske Orkester, Mariss Jansons | Mahler symfoni no. 2                        |
| Nykommer (Newcomer)                                                    | CC Cowboys                                  | Blodsbrødre                                 |
| Underholdning (Unterhaltung)                                           | Bjørn Eidsvåg                               | Alt du vil ha                               |
| Visesang (Weisengesang)                                                | Gitarkameratene                             | Typisk norsk                                |
| Årets Barneplate (Kinderplatte des Jahres)                             | Ludvigsen                                   | Bli Blid!                                   |
| Årets Bransjepris (Branchenpreis des Jahres)                           | Jan Henrik Kongshaug                        | –                                           |
| Årets Country-Plate (Country-Platte des Jahres)                        | Steinar Albrigtsen                          | Alone too long                              |
| Årets Jazz-Plate (Jazz-Platte des Jahres)                              | Oslo Groove Company                         | Anno 1990                                   |
| Årets Pop-Plate (Pop-Platte des Jahres)                                | Sigvart Dagsland                            | Alt eg såg                                  |
| Årets Rock-Plate (Rock-Platte des Jahres)                              | DumDum Boys                                 | Pstereo                                     |
| Årets Spellemann (Spellemann des Jahres)                               | Gitarkameratene                             | –                                           |

## Nominierte
Folkemusikk/Gammaldans
- Arne M. Sølvberg, Øyvind Lyslo: Syngande strenger
- Hans O. Gorset, Ånon Egeland: For borgere og bønder
- Torleiv Bjørgum, Hallvard Bjørgum: Skjoldmøyslaget: Faremoslåttar frå Setesdal

Klassisk musikk/Samtidsmusikk
- Oslo Filharmoniske Orkester, Mariss Jansons: Mahler symfoni no. 2
- Oslo Filharmoniske Orkester, Mariss Jansons: Verker av Bartók
- Truls Mørk, Leif Ove Andsnes: Verker av Chopin og Schumann

Underholdning
- Bjørn Eidsvåg: Alt du vil ha
- Tango For 3: Tango for 3
- Vazelina Bilopphøggers: Full behandling

Visesang
- Gitarkameratene: Typisk norsk
- Jan Eggum: Da capo
- Lars Klevstrand: I fløyterens hjerte

Årets Barneplate
- Geirr Lystrup: Maurits og den store barnålkrigen
- Ludvigsen: Bli Blid!
- Maj Britt Andersen: Tamme erter & villbringebær

Årets Country-Plate
- Ottar Big Hand Johansen: Blue norwegian moon
- Steinar Albrigtsen: Alone too long
- Trond Granlund: Roots

Årets Jazz-Plate
- Jan Erik Vold: Sannheten om trikken
- Morten Gunnar Larsen: Maple leaf rag
- Oslo Groove Company: Anno 1990

Årets Pop-Plate
- A-ha: East of the sun west of the moon
- Sigvart Dagsland: Alt eg såg
- Tre Små Kinesere: 365 fri

Årets Rock-Plate
- Backstreet Girls: Coming down hard
- Dream Police: Dream Police
- DumDum Boys: Pstereo